# Rein Bosch
Rein Bosch (Nijmegen, 7 augustus 1930 – aldaar, 18 maart 2016) was een Nederlands voetballer die elf seizoenen uitkwam voor N.E.C..
Bosch begon in de jaren 40 bij N.E.C. en brak door bij stadgenoot SCH. Hij ging als negentienjarige naar N.E.C. waar hij op 11 september 1949 zijn debuut maakte in de seizoensopening tegen Go Ahead (0-0).
Zijn beste jaar was het seizoen 1953/54 toen hij met zestien treffers clubtopscorer werd.
Een jaar later maakte hij met N.E.C. de overgang naar het profvoetbal mee. Van 1949 tot 1960 speelde hij als linksbuiten 214 competitiewedstrijden voor N.E.C. waarin hij 62 doelpunten maakte. Daarna speelde hij nog voor De Treffers.
Hij overleed in 2016 op 85-jarige leeftijd.

## Carrièrestatistieken
| Seizoen | Club   | Land      | Competitie                   | Competitie | Competitie | Beker | Beker | Internationaal | Internationaal | Overig | Overig | Totaal | Totaal |
| Seizoen | Club   | Land      | Competitie                   | Wed.       | Dlp.       | Wed.  | Dlp.  | Wed.           | Dlp.           | Wed.   | Dlp.   | Wed.   | Dlp    |
| ------- | ------ | --------- | ---------------------------- | ---------- | ---------- | ----- | ----- | -------------- | -------------- | ------ | ------ | ------ | ------ |
| 1949/50 | N.E.C. | Nederland | Eerste klasse Oost           | 9          | 3          | –     | –     | 0              | 0              | 0      | 0      | 9      | 3      |
| 1950/51 | N.E.C. | Nederland | Eerste klasse B              | 15         | 5          | –     | –     | 0              | 0              | 0      | 0      | 15     | 5      |
| 1951/52 | N.E.C. | Nederland | Eerste klasse D              | 21         | 3          | –     | –     | 0              | 0              | 0      | 0      | 21     | 3      |
| 1952/53 | N.E.C. | Nederland | Eerste klasse A              | 10         | 0          | –     | –     | 0              | 0              | 0      | 0      | 10     | 0      |
| 1953/54 | N.E.C. | Nederland | Eerste klasse A              | 23         | 16         | –     | –     | 0              | 0              | 0      | 0      | 23     | 16     |
| 1954/55 | N.E.C. | Nederland | Eerste klasse B (afgebroken) | 7          | 1          | –     | –     | 0              | 0              | 0      | 0      | 7      | 1      |
| 1954/55 | N.E.C. | Nederland | Eerste klasse C              | 26         | 5          | –     | –     | 0              | 0              | 0      | 0      | 26     | 5      |
| 1955/56 | N.E.C. | Nederland | Eerste klasse A              | 24         | 8          | –     | –     | 0              | 0              | 0      | 0      | 24     | 8      |
| 1956/57 | N.E.C. | Nederland | Tweede divisie B             | 25         | 9          | 0     | 0     | 0              | 0              | 0      | 0      | 25     | 9      |
| 1957/58 | N.E.C. | Nederland | Tweede divisie B             | 24         | 6          | 1     | 0     | 0              | 0              | 0      | 0      | 25     | 6      |
| 1958/59 | N.E.C. | Nederland | Tweede divisie B             | 26         | 6          | 5     | 5     | 0              | 0              | 0      | 0      | 31     | 11     |
| 1959/60 | N.E.C. | Nederland | Tweede divisie A             | 4          | 0          | –     | 0     | 0              | 0              | 0      | 0      | 4      | 0      |
| Totaal  | Totaal | Totaal    | Totaal                       | 214        | 62         | 6     | 5     | 0              | 0              | 0      | 0      | 220    | 67     |